# سكوت لينتون
سكوت لينتون (بالإنجليزية: Scott Linton)‏ (6 سبتمبر 1989 بغلاسكو في المملكة المتحدة - ) هو لاعب كرة قدم بريطاني في مركز الدفاع. لعب مع نادي دمبرتون ونادي هيبرنيان ونادي كلايد ونادي كاودينبيث لكرة القدم.

## وصلات خارجية
- سكوت لينتون على موقع قاعدة بيانات كرة القدم.إي يو (الإنجليزية)
- سكوت لينتون على موقع Soccerbase.com (لاعب) (الإنجليزية)